# Klementtjärnarna (Ströms socken, Jämtland, 713377-145629)
Klementtjärnarna är en sjö i Strömsunds kommun i Jämtland och ingår i Ångermanälvens huvudavrinningsområde.